# Bremañ
Bremañ (en français : « Maintenant ») est une revue bimestrielle de fond et d'information en langue bretonne.

## Historique
La revue est lancée par de jeunes bretonnants de Skol an Emsav en 1980.
En 2015, elle compte 600 abonnés. La même année, la revue passe d'une périodicité trimestrielle à bimensuelle.

## Description
La revue est éditée par la maison d'édition Skol an Emsav.
C'est une revue bimestrielle d'information générale en breton.

## Collaborateurs anciens ou actuels
- Fulup Lannuzel
- Samuel Julien
- Anton Burel
- Gwenole Gernigon
- Tangi Legavre[4]
- Patricia Pastrana-Le Gall
- Daniel an Doujet
- Antony Heulin
- Gwennyn Louarn
- Tangi Louarn
- Lukian Kergoat
- Mark Kerrain
- Paol ar Meur (br)
- Mich Beyer